# سینامالدهید
سینامالدهید (به انگلیسی: Cinnamaldehyde) با فرمول شیمیایی C۹H۸O یک ترکیب شیمیایی با شناسه پاب‌کم ۶۳۷۵۱۱ است؛ که جرم مولی آن 132.16 g/mol می‌باشد. شکل ظاهری این ترکیب، روغن زرد است. این ترکیب عامل بوی دارچین است.

## کاربردها
سینامالدهید به عنوان طعم دهنده و عامل بوی دارچین در صنایع غذایی و عطرسازی مورد استفاده قرار می‌گیرد. همچنین بیش از نیمی از مواد موجود در پوسته درخت دارچین را نیز تشکیل می‌دهد. از سینامالدهید به عنوان قارچ کش در کشاورزی استفاده می‌شود. همچنین یک حشره‌کش مؤثر و دورکننده حیواناتی مثل سگ و گربه نیز هست.

## استفاده دارویی
سینامالدهید باعث بهبود سلامت متابولیسم با تأثیر مستقیم روی آدیپوسیت‌ها و القای آن‌ها برای شروع سوختن انرژی از طریق فرایندی به نام ترموژنز می‌شود. همچنین دانشمندان مشاهده کردند که احتمالاً سینامالدهید از موش‌ها در مقابل چاقی و هیپرگلیسمی محافظت می‌کند، اما به مکانیسم‌های این اثرات به صورت دقیق دست نیافته‌اند. محققان در حال حاضر سینامالدهید را به عنوان یک داروی ضد چاقی بالقوه مورد بررسی قرار می‌دهند.

## بیوسنتز

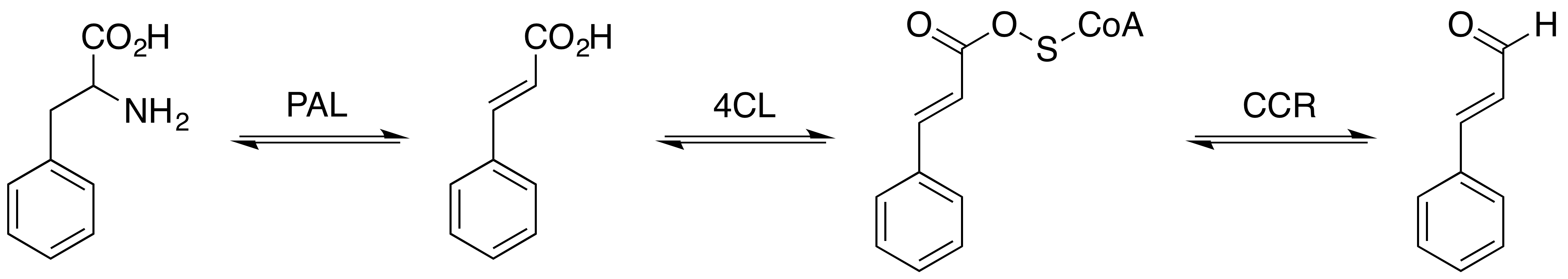
Pathway for the biosynthesis of trans-cinnamaldehyde.

سنتز سینامالدهید از دی‌آمینوسیون (به انگلیسی Deamination) ال_فنیل آلانین و تبدیل آن به سینامیک اسید توسط نوعی آنزیم به نام فنیل آلانین آمونیالیاز آغاز می‌شود. در مرحله دوم سینامیک اسید توسط نوعی آنزیم به سینامول-coa تبدیل می‌شود. در نهایت سینامول-coa توسط NADPH کاهش یافته و در اثر آنزیم CCR به سینامالدهید تبدیل می‌شود.

## تولید
چندین روش آزمایشگاهی برای تولید سینامالدهید وجود دارد ولی در صنعت از تقطیر بخار حاصل از پوسته دارچین استفاده می‌شود.
یکی از اولین روش‌های آزمایشگاهی تولید سینامالدهید تراکم آلدولی
مخلوطی از بنزآلدهید و استالدهید است.

## هشدارها
سینامالدهید به علت سمیت کم در کشاورزی مورد استفاده قرار می‌گیرد ولی می‌تواند باعث تحریک پوست شود. همچنین در افرادی که به دارچین حساسیت دارند می‌تواند سبب بروز حساسیت یا حتی شوک آنافیلاکسی شود.